# 張粛 (後漢)
張 粛（ちょう しゅく、生没年不詳）は、中国後漢末期の政治家。益州蜀郡の人。

## 事績
所作・容貌ともに優れていた。益州牧の劉璋に仕え、中原の曹操の下へ使節として派遣されると、広漢太守の官を授けられた。
この後、弟の張松が再度曹操への使節として派遣されたが、戦勝を重ねていた曹操から重んじられることはなかった。張松はこれに怒り、またかねてから劉璋の器量に不満を持っていたため、法正と組んで益州に劉備を迎え入れる計画を進めた。この計画を知った張粛は自らに災いが及ぶのを恐れ、劉璋に密告。張松は処刑された。
以降の張粛の動向は不明。後に劉備に仕えた張表は、『益部耆旧伝』によると張粛の子、『華陽国志』によると張松の子とされる。

### 三国志演義
羅貫中の小説『三国志演義』では第62回で登場。既に益州入りしていた劉備は劉璋らを油断させるため、一時的に撤退することを告げたが、劉備に内応していた張松もこれを信じ込み、引き留める手紙を書いた。張粛はこの手紙を入手して、弟の裏切りを劉璋に密告した。